# Tape Art

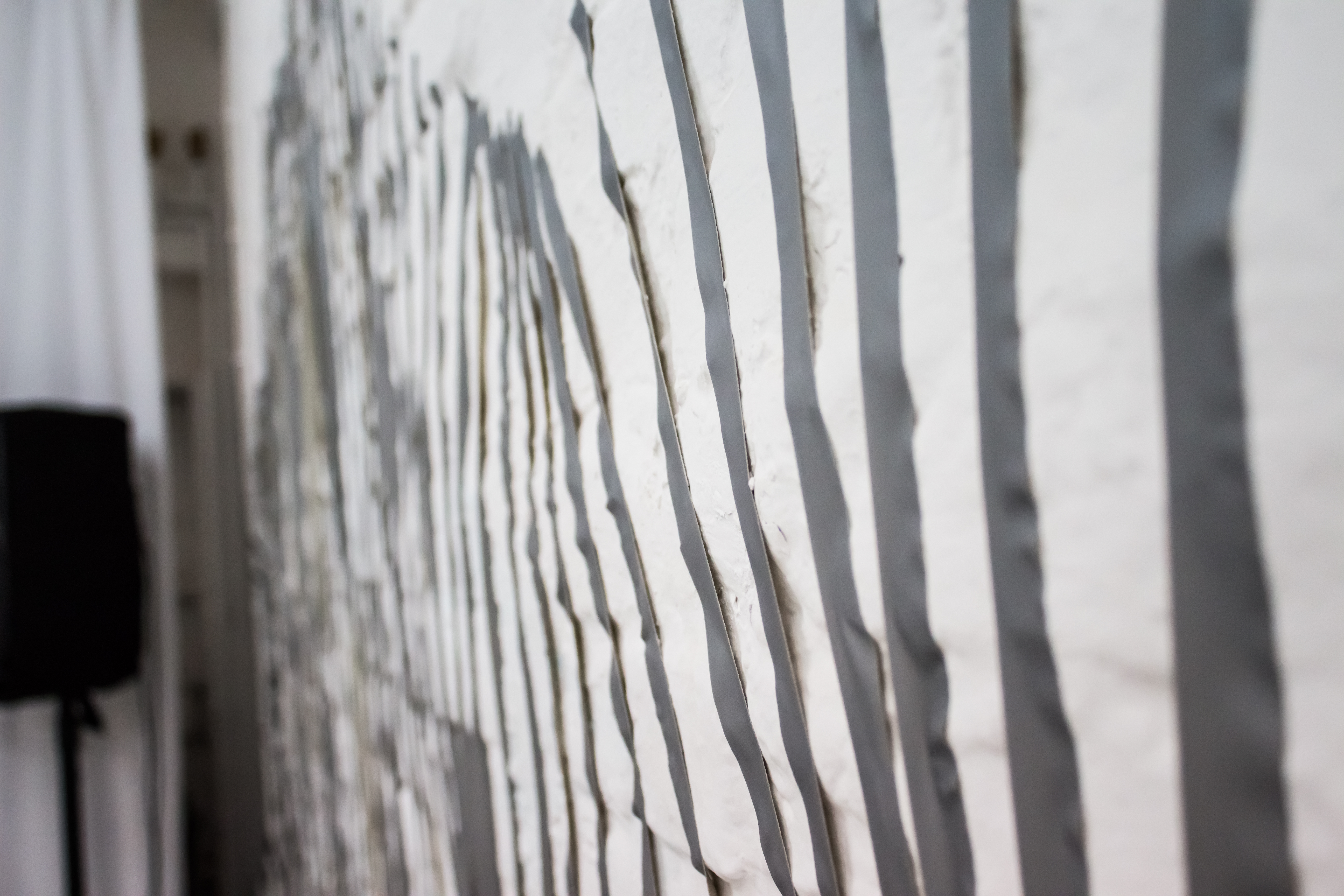
Tape Art Streifen in Berlin

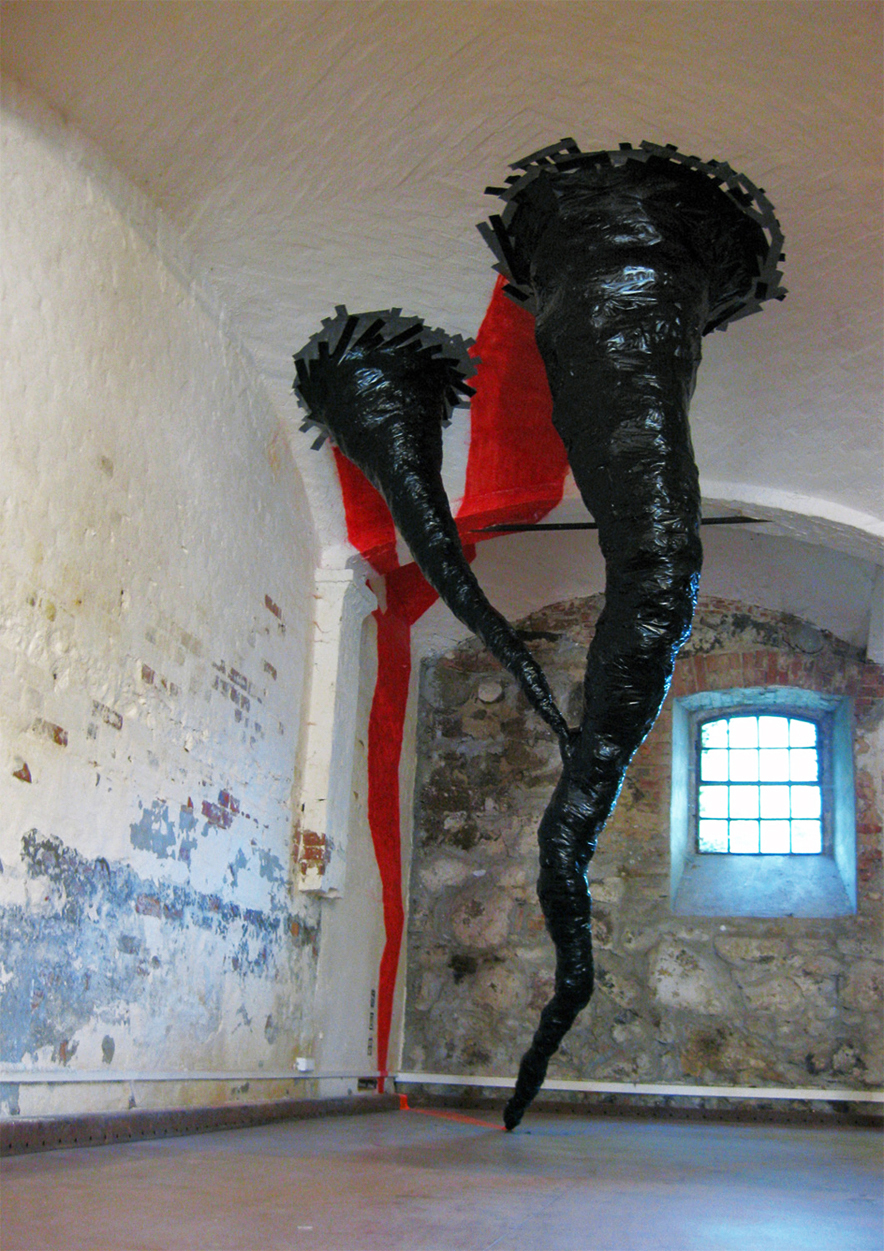
Tape Art 3D Installation-Skulptur aus Klebeband von Slava Ostap

Tape Art (Klebebandkunst) beschreibt Kunst, die aus Klebebändern entstanden ist. Dabei können verschiedene Klebebänder mit unterschiedlichen Strukturen, Farben und Formen verwendet werden.

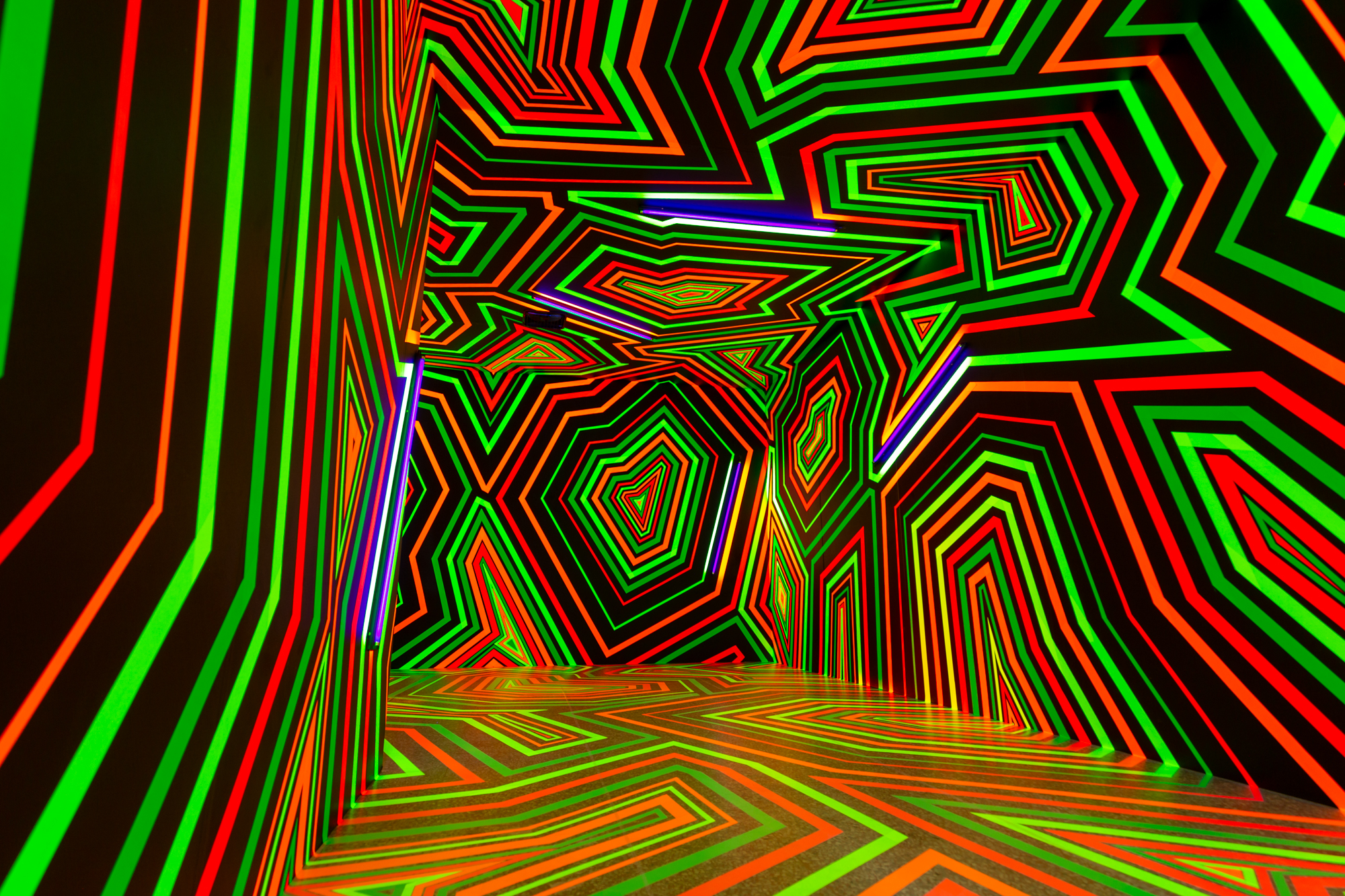
2019 Installation Glow in Taipei von Tape That, Künstler: Adrian Dittert, Cedric Goussanou, verwendete Materialien: Neon-Gewebeklebeband, Teil der Ausstellung Tape Art von Tape That in Taipei

## Geschichte
Tape Art entstand aus der Suche nach einer Alternative für Spraydosen als Unterkategorie im Bereich Urban-Art in den 1960er Jahren. Hauptsächlich wurde Tape Art ursprünglich im öffentlichen urbanen Raum angewendet. Vermehrt wird Tape Art von den Medien entdeckt und von Individuen im privaten Innenraum angewendet. Nachdem Tape Art anfänglich durch subversive Individuen mit den vorhandenen Materialien im öffentlichen urbanen Raum angewendet wurde, wurden inzwischen spezielle Artists Tapes (Klebeband für Tape Art) entwickelt.

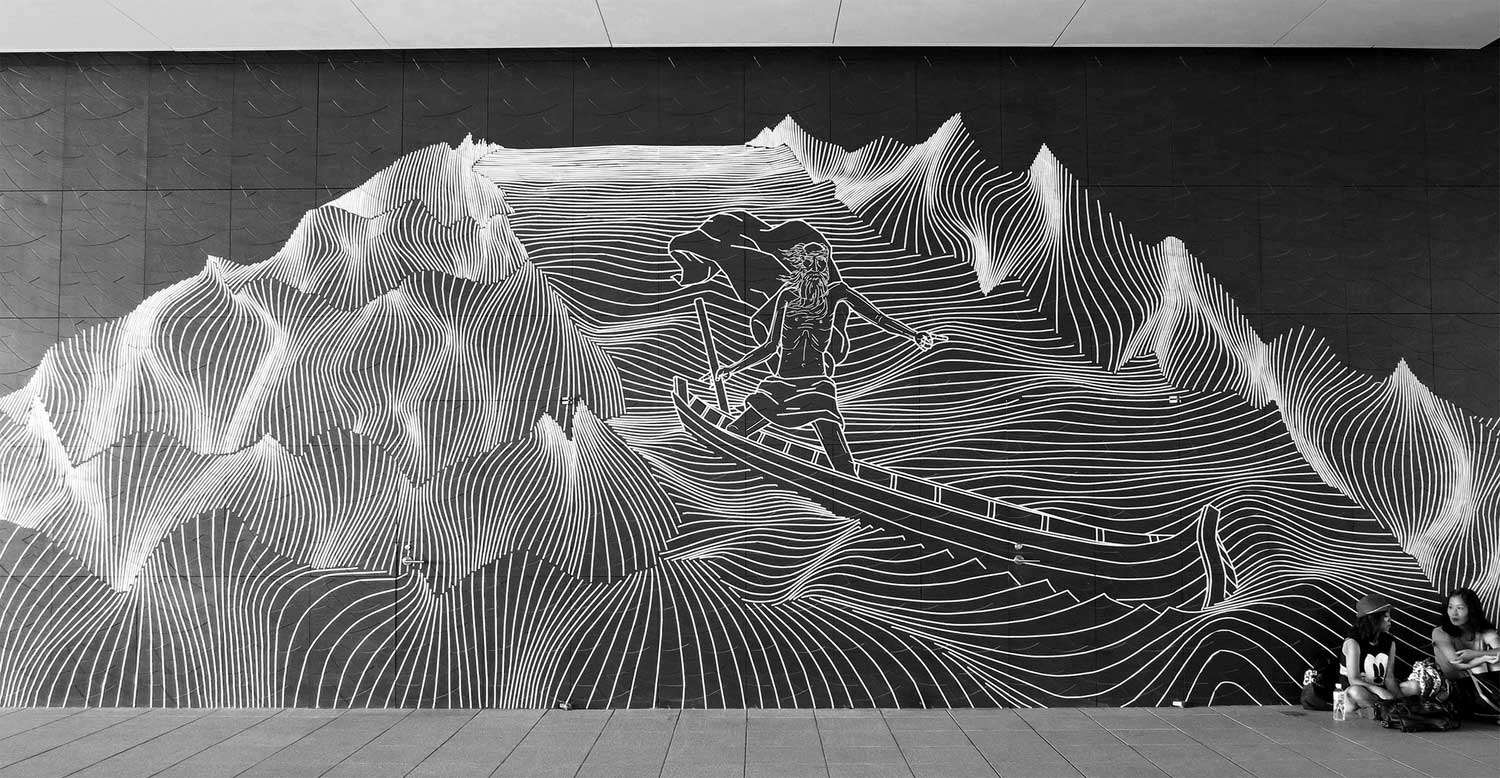
Euridice Lost von Buff Diss mit weißem Gewebeband

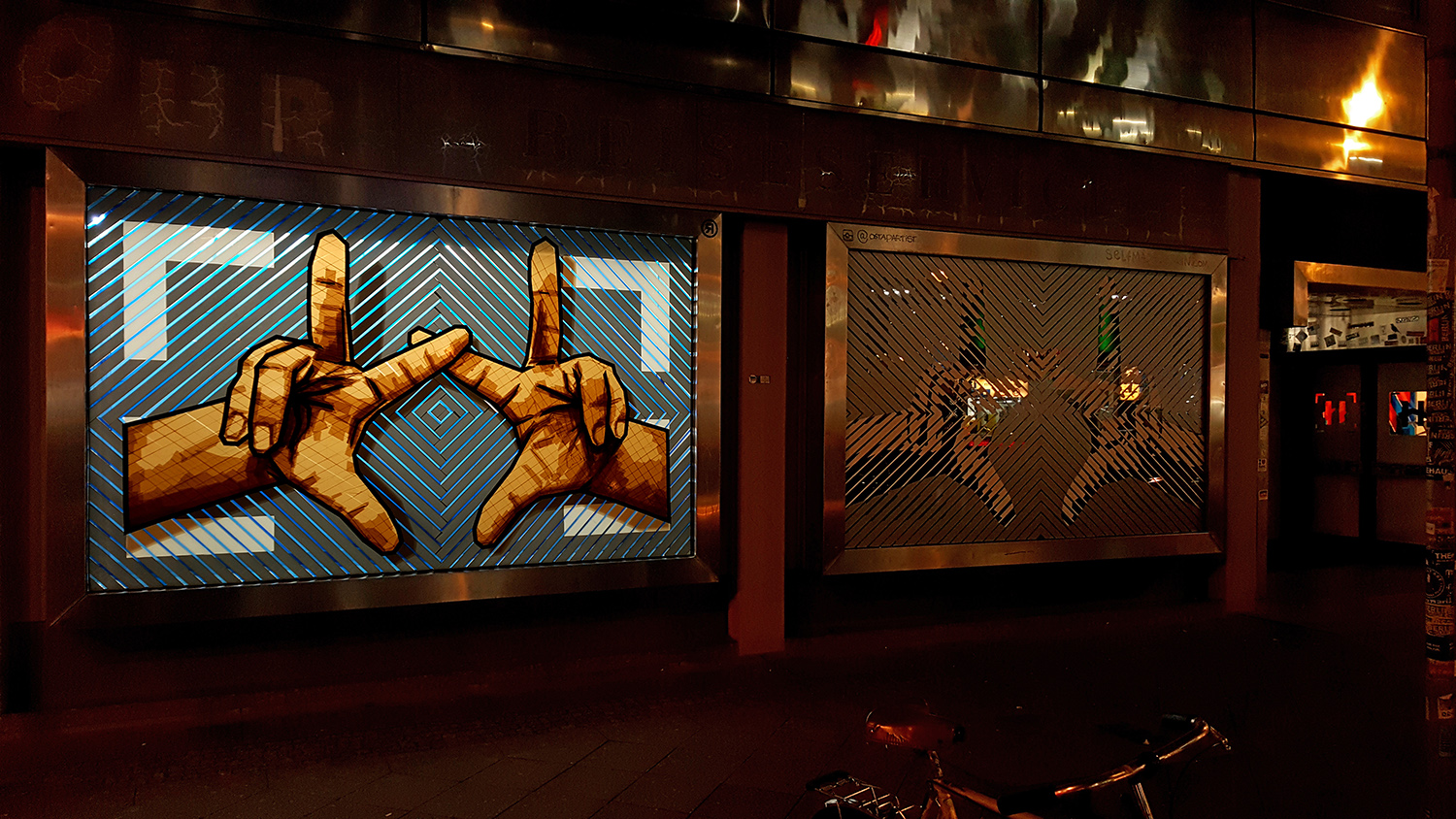
"The Hände"- Tape Art Kunstwerk aus braunem Paketklebeband von Berliner Künstler-Kollektiv Selfmadecrew für "The Haus" Projekt in Berlin.

El Bocho, Künstler aus Berlin, beklebte 2009 im Rahmen der Ausstellung „Urban Affairs Extended“ ausschließlich mit Klebestreifen die Wand des Stadtbades Wedding und erregte damit großes Aufsehen. Die Heyne Kunst Fabrik in Offenbach am Main eröffnete Anfang 2015 die europaweit erste Gruppenausstellung, Arbeiten von sieben europäischen Tape-Künstlern und zwei Kollektiven aus Berlin wurden gezeigt. Tape Art-Künstler, wie Max Zorn werden mit ihren Projekten auf renommierte Kunstmessen, wie die Art Basel Miami eingeladen. Die in Berlin lebende polnische Künstlerin Monika Grzymala stellt ihre dreidimensionalen Installationen weltweit in renommierten Galerien und Museen, wie der Kunsthalle Hamburg oder der Albertina in Wien aus.
Im Oktober 2016 wurde in Berlin die erste internationale Tape Art Convention – eine Ausstellung in der Berliner Galerie Neurotitan vom Berliner Künstlerkollektiv Tape That ausgerichtet, an der neben deutschen Künstlern wie Tape Over, Evi Kupfer, Slava Ostap auch internationale Künstler wie Buff Diss, Jay Walker, Mark Khaisman, Benjamin Murphy und Max Zorn beteiligt waren.

## Merkmale
Klebeband als Medium bietet im Vergleich zur klassischen Malerei Vorteile aber auch Einschränkungen. Viele Künstler machen sich die besonderen Eigenschaften von Tape zunutze und entwickeln so komplett eigenständige Werke die mit anderen Medien schwer oder unmöglich umzusetzen wären. Tape Art kann nahezu lautlos, schnell und ohne Geruchsbelästigung ausgeführt werden. Die unkomplizierte Handhabung gegenüber Graffiti macht Tape Art interessant für kleine oder temporäre Urban-Art-Projekte. Durch die Materialeigenschaften sind Schutzvorkehrungen wie Abkleben oder Abdecken nicht nötig. Die verhältnismäßig einfache Handhabung des Materials lässt Tape Art auch im Bereich privater Anwender größer werdendes Interesse erfahren. Die Gewebebänder lassen sich auf unterschiedlichsten Untergründen, wie Stein, Asphalt, Holz, Alu-Dibond, Stoff oder Glas verarbeiten. Ein weiterer Vorteil gegenüber herkömmlichen Graffiti ist die Wiederablösbarkeit des Materials.

## Materialien
Üblicherweise werden künstlerische Arbeiten als Tape Art bezeichnet wenn Klebeband, oder klebende Materialien zu einem überwiegenden Teil das Werk ausmachen und dabei als Hauptmedium und nicht als reines Werkzeug eingesetzt werden. Die Materialien sind äußerst vielfältig. Oft wird ein Gewebe-Klebeband, allgemein als Gaffa bezeichnet, benutzt. Andere Materialien sind zum Beispiel Verpackungsklebeband, PVC oder PP Klebeband, Isolierband oder Gummiklebebänder aus Weich-PVC, Bodenmarkierungsband, Abklebeband oder Absperrband. Darüber hinaus werden auch klebende Folien aus der Werbetechnik und Washi Tapes (japanisches Masking Tape) benutzt die oft eine breitere Farbpalette oder sogar Aufdrucke bieten. Als Leinwände oder Oberflächen für Tape Art gibt es kaum Beschränkungen. Verschiedene Klebebänder eignen sich besser für spezielle Untergründe. Allgemein sollten Untergründe möglichst staub- und fettfrei sein, um gutes Anhaften des Klebebandes zu gewährleisten.

## Tape Art Variationen
Weil Klebeband sehr vielfältig und flexibel einsetzbar ist, lädt es vor allem zum Experimentieren ein. Auch Objekte wie Geldbörsen oder Handytaschen lassen sich individuell aus Klebeband herstellen.
Auf künstlerischer Ebene gibt es vor allem interdisziplinäre Kollaborationen mit Künstlern aus anderen Bereichen. Auch die Kombination mit digitalen Kunstformen ist möglich. So hat sich in jüngster Zeit eine Stilrichtung entwickelt, die als Tape Mapping bezeichnet wird. Es ist die buchstäbliche Fusion von Tape Art und Video Mapping, bei der die Kunstwerke aus Klebeband mit visuellen Effekten animiert werden.
Eine weitere Tape Art Variation ist das Anfertigen von Skulpturen. Hierbei wird das Klebeband so geformt und miteinander verklebt, dass daraus Figuren in 3D entstehen. Meistens wird hierfür sogenanntes Malerkrepp, sprich Papierklebeband, verwendet.